# 井出洋介名人の実戦麻雀
『井出洋介名人の実戦麻雀』は1987年にカプコンから発売されたファミリーコンピュータ用麻雀ゲーム。1991年には続編『井出洋介名人の実戦麻雀II』が発売されている。
麻雀競技団体の1つである最高位戦Aリーグに所属していた井出洋介プロ（以下井出）が本作の監修を務め、TVCMにも井出本人が出演していた。キャッチコピーは「勝てば実力、負ければベンキョー」。

## 概要
実戦麻雀・リーグ戦・実戦問題と3つのゲームモードがあり、実戦麻雀では細かいルール設定・ローカル役設定・BGMセレクトができる。
2人打ちの麻雀ゲームであるが、擬似的に4人打ち麻雀と同じ得点計算が行われる。ロン和了の場合、通常の2人打ち麻雀同様、プレイヤーとCPU間で得点計算が行われるが、ツモ和了の場合、プレイヤーとCPUの他に2家がいるものとし、4人打ちの場合と同じ得点計算がなされる。
業務用麻雀ゲームのコントロールパネルを模した専用コントローラーが同梱され、本ソフトでは全ての操作をこれで行う。なおファミコン本体に付属しているコントローラーでは操作出来ないため、専用コントローラーを破損・紛失したり、中古店などでソフトのみを購入した場合、本ソフトをプレイすることができなくなる。
必ずプレーヤーが起家となる仕様であり、配牌に時間がかかるなどスピード感に欠けることが指摘されている。
パッケージの井出洋介のイラストはあきまんが担当している。

## 内容

### 実戦麻雀
コンピューターと対戦するフリー対局モード。先述したルール設定の他、手牌を全て交換する「キャンセル」、手牌中にあるドラ牌上のアルファベットが点滅する「ドラフラッシュ」、一局ごとに女の子が応援する「ガールフレンド」の機能が使用できる。

### 名人リーグ戦
勝ち抜きのリーグ戦モード。プレイヤーはBリーグからスタートし、勝率1位になればAリーグへと勝ち進める。さらにAリーグを勝ち上がると、決勝戦で井出と対戦し勝てばエンディングとなる。このモードではあらかじめルールが決まっており、それに則り対局を行う。またBGMも「ムード音楽」に固定されている。

### 実戦問題
- 必勝の一打
  - 麻雀雑誌等にある「何を切る？」形式の問題。打牌選択後、回答の正誤と井出による解説文が表示される。

- これでバッチリ多メンチャン
  - 聴牌形が表示され、待ち牌を当てる問題。複数の待ち牌がある場合、完全解答となる。

- 究極の点数計算問題
  - 和了形が表示され、上がり点を3択で選ぶ。回答後、回答の正誤と正確な計算式が表示される。

## MSX2版
1988年にパック・イン・ビデオから発売。内容はほぼファミコン版に準ずるが、主な相違点は下記の通り。
- 専用コントローラーは同梱されておらず、キーボードもしくはジョイスティックを使い操作する。
- 実戦麻雀の「ガールフレンド」機能が無くなった。
- 名人リーグ戦が「名人決定戦」に名称変更され、BGMがメドレーに変更された。
- 弥七をデザインした1筒のグラフィックが通常のデザインに変更された。